# あさやけのうた/すべては僕の中に、すべては心の中に
「あさやけのうた/すべては僕の中に、すべては心の中に」（あさやけのうた/すべてはぼくのなかに、すべてはこころのなかに）は、日本のバンド藍坊主の11枚目のシングルである。2010年11月10日発売。発売元はトイズファクトリー。

## 概要
- 初の両A面シングルであり、ライブDVDと同時発売。
- 2曲ともPVが製作されており、両方とも1日で撮影した。
- ライブ音源が収録されているのは桜の足あと以来となる。

## 収録曲
1. あさやけのうた(4:29)
作詞：佐々木健太　作曲：藤森真一
  - シングルでの共作はコイントス以来となる。
2. すべては僕の中に、すべては心の中に(5:37)
作詞・作曲：藤森真一
  - シングルの中では最もタイトルが長い曲。
3. ラストソング(Live Take)
4. ポルツ(Live Take)
5. Esto(Live Take)
  - 同時発売されたライブDVDにもこの順番で収録されている。